# Erika Lasso
Erika Lasso (23 de junio de 1999) es una deportista colombiana que compite en judo. Ganó una medalla de plata en el Campeonato Panamericano de Judo de 2024, en la categoría de –48 kg.

## Palmarés internacional
| Campeonato Panamericano | Campeonato Panamericano | Campeonato Panamericano | Campeonato Panamericano |
| Año                     | Lugar                   | Medalla                 | Categoría               |
| ----------------------- | ----------------------- | ----------------------- | ----------------------- |
| 2024                    | Río de Janeiro (Brasil) | Medalla de plata        | –48 kg                  |